# Rypoš obří
Rypoš obří (Cryptomys mechowii, nebo také Fukomys mechowii; často se lze setkat s variantu C. mechowi, ev. F. mechowi) je africký hlodavec žijící pod zemí. Podle IUCN je málo dotčeným taxonem. Je rozšířen ve střední Africe jižně od Sahary, od Zambie a Konga, přes Angolu až po Malawi.

## Popis
Délka těla závisí na pohlaví, může dosahovat až 26 cm. Samci měří 15,6 až 26,2 cm a váží 250 až 560 gramů, samice jsou menší, měří 13,5 až 20,5 cm, váží 200 až 295 gramů. Má šedohnědé zbarvení těla, válcovitým až cylindrickým tělem s krátkýma nohama, neznatelnými ušními boltci, maličkýma očima a tupým čenichem představuje typického zástupce savců žijících pod zemí.

## Taxonomie
Tento druh patří mezi rypošovité (Bathyergidae) a vytváří dva poddruhy: C. mechowii mechowiia a C. mechowii mellandi.

## Ekologie
Rypoši patří mezi velice zvláštní hlodavce. Žijí uvnitř spletitých chodeb v podzemí. Podobně jako psouni vytvářejí kolonie. Tyto zakládá nepříbuzný rodičovský pár. Kolonie může čítat až 40 jedinců, ale to jsou spíše výjimky a většinou ji tvoří kolem 20 jedinců. V podzemních tunelech nepotřebují zrak, zato se u nich vyvinula orientace a komunikace pomocí akustických signálů. Rypoši jsou býložravci.

## Chov
Tito zajímaví savci jsou v zoologických zahradách velmi vzácní. V Evropě je chovají pravděpodobně jen tři zoo: Osnabrück, Plzeň (foto v infoboxu) a Zoo Praha. V Zoo Praha se také úspěšně rozmnožují.